# Philip Arditti
Philip Ishak Arditti (* 1979 in Genf, Schweiz) ist ein britisch-türkischer Schauspieler und Synchronsprecher.

## Leben
Arditti wurde in Genf als Sohn jüdisch-sephardischer Eltern türkischer Herkunft geboren. Er wuchs in Istanbul auf und zog 1999 nach London. Dort studierte er Schauspiel an der Royal Academy of Dramatic Art, wo er 2004 seinen Abschluss machte. Er spricht Türkisch, Englisch, Italienisch und Französisch.
2008 übernahm er in der Mini-Serie Die Husseins: Im Zentrum der Macht die historische Rolle des Udai Hussein. Es folgten kleinere Serienrollen und Episodenrollen in Fernsehserien sowie Nebenrollen in Spielfilmen. 2012 war er in insgesamt 25 Episoden der Fernsehserie Son in der Rolle des Majid Maleki zu sehen. 2014 wirkte er in der Rolle des Saleh Al-Zahid in der Fernsehserie The Honourable Woman mit.

## Filmografie (Auswahl)
- 2004: Casualty (Fernsehserie, Episode 19x15)
- 2005: Spooks – Im Visier des MI5 (Spooks, Fernsehserie, Episode 4x09)
- 2005: Chopratown (Fernsehfilm)
- 2006: Caerdydd (Fernsehserie)
- 2006: Chicken Soup (Kurzfilm)
- 2006: Really
- 2007: The Whistleblowers (Fernsehserie, Episode 1x04)
- 2008: Happy-Go-Lucky
- 2008: 10 Days to War (Fernsehserie, Episode 1x05)
- 2008: Die Husseins: Im Zentrum der Macht (House of Saddam, Mini-Serie, 3 Episoden)
- 2008: Spooks: Code 9 (Fernsehserie, 2 Episoden)
- 2008: Silent Witness (Fernsehserie, 2 Episoden)
- 2009: Father & Son (Mini-Serie, 3 Episoden)
- 2010: Five Days (Fernsehserie, 3 Episoden)
- 2010: Accused – Eine Frage der Schuld (Accused, Fernsehserie, Episode 1x02)
- 2010: Any Human Heart – Eines Menschen Herz (Any Human Heart, Fernsehserie, Episode 1x02)
- 2010: Brotherhood (Kurzfilm)
- 2011: Women and Children
- 2012: Above Suspicion (Fernsehserie, Episode 4x01)
- 2012: John Carter – Zwischen zwei Welten (John Carter)
- 2012: Twenty Twelve (Fernsehserie, Episode 2x02)
- 2012: Son (Fernsehserie, 25 Episoden)
- 2012: Interview with a Hitman
- 2012: New Tricks – Die Krimispezialisten (New Tricks, Fernsehserie, Episode 9x07)
- 2013: Borgia (Fernsehserie, Episode 2x01)
- 2013: Da Vinci’s Demons (Fernsehserie, Episode 1x05)
- 2013: R.E.D. 2 (RED 2)
- 2013: Sarki Söyleyen Kadinlar
- 2013: Leave to Remain
- 2013: Strike Back (Fernsehserie, 3 Episoden)
- 2013: The Vatican (Fernsehfilm)
- 2014: Born of War
- 2014: Game of Thrones (Fernsehserie, Episode 4x06)
- 2014: The Honourable Woman (Fernsehserie, 7 Episoden)
- 2014: Monsters: Dark Continent
- 2014: Ripper Street (Fernsehserie, Episode 3x03)
- 2014: Exodus: Götter und Könige (Exodus: Gods and Kings)
- 2015: Spotless (Fernsehserie, 2 Episoden)
- 2015: Humans (Fernsehserie, Episode 1x01)
- 2015: Tyrant (Fernsehserie, 2 Episoden)
- 2015: The Danish Girl
- 2016: National Theatre Live: As You Like It
- 2016: Inferno
- 2016: The Missing (Fernsehserie, Episode 2x02)
- 2016: Arrivals
- 2017: Vera – Ein ganz spezieller Fall (Vera, Fernsehserie, Episode 7x03)
- 2017: The White Princess (Mini-Serie, 2 Episoden)
- 2017: National Theatre London: Salomé
- 2017: Anker der Liebe (Anchor and Hope)
- 2018: Arabian Nights
- 2018: Kiss Me First (Fernsehserie, 5 Episoden)
- 2018: Patrick Melrose (Mini-Serie, Episode 1x01)
- 2018: Black Earth Rising (Fernsehserie, 2 Episoden)
- 2018: The Jump (Kurzfilm)
- 2019: Chimerica (Fernsehserie, Episode 1x01)
- 2019: Himmelstal (Fernsehserie, 7 Episoden)
- 2019: Strange Cities Are Familiar (Kurzfilm)
- 2021: Domina (Fernsehserie, 2 Episoden)

## Synchronisationen
- 2008: Haze (Videospiel)
- 2016: Battlefield 1 (Videospiel)
- 2016: Tommies (Podcast-Serie, Episode 3x09)
- 2021: Sherlock Holmes: Chapter One (Videospiel)

## Theater (Auswahl)
- 2009: England People Very Nice (Royal National Theatre)
- 2009: Rope (Almeida Theatre)
- 2010: Light Shining in Buckinghamshire (Arcola Theatre)
- 2010: Blood and Gifts (Royal National Theatre)
- 2011: The Holy Rosenbergs (Royal National Theatre)
- 2011: Sixty-Six Books: The Strange Wife (Bush Theatre)
- 2013: Facts (Finborough Theatre)
- 2014: Catch-22 (Northern Stage)
- 2015: Who Cares (Royal Court Theatre)
- 2015: As You Like It (Royal National Theatre)
- 2016: Henry V (Regent's Park Open Air Theatre)
- 2017: The Hunting Lodge (Unicorn Theatre)
- 2017: Salomé (Royal National Theatre)
- 2017: Oslo (Royal National Theatre)
- 2019: Richard III (Shakespeare's Globe)
- 2019: Henry VI (Shakespeare's Globe)
- 2019: Henry V (Shakespeare's Globe)
- 2019: Henry IV (Shakespeare's Globe)
- 2021: Copenhagen (Theatre Royal)